# Henri Troyat
Henri Troyat, pseudonimo di Lev Aslanovič Tarasov (Levon Aslani Thorosjan) (Mosca, 1º novembre 1911 – Parigi, 3 marzo 2007), è stato uno scrittore e storico francese di origine armeno-russa.

## Biografia
Appartenente a una famiglia agiata di commercianti di origine armena, che fu costretta a fuggire da Mosca in seguito agli avvenimenti della Rivoluzione russa (1917), si trasferì dapprima in Caucaso, dove i suoi possedevano una vasta proprietà, successivamente in Crimea, a Istanbul, a Venezia, per giungere infine a Parigi nel 1920, dove compì tutto il ciclo di studi e ottenne un diploma di laurea in giurisprudenza. Impiegatosi presso la prefettura della Senna, ottenne la cittadinanza francese e partì per il servizio militare a Metz. Mentre si trovava ancora sotto le armi, venne pubblicato il suo primo romanzo, Faux jour, che nel 1935 ottenne il Prix Eugène-Dabit du roman populiste. Nel 1938, a soli ventisette anni, vinse il premio Goncourt con il suo romanzo L'Araigne.
Pubblicò romanzi, racconti, resoconti storici e soprattutto biografie: in particolare analizzò la vita di personaggi quali Anton Čechov, Caterina la Grande, Rasputin, Ivan il Terribile e Lev Nikolaevič Tolstoj. Membro dell'Académie française (di cui al momento della morte era l'esponente più anziano), ricevette nel 2006 la Legion d'onore.
Nel 2003, Henri Troyat fu condannato, insieme alla casa editrice Flammarion, per aver utilizzato brani di un libro già edito («contraffazione parziale» recita la sentenza) nella biografia di Juliette Drouet, amante di Victor Hugo, pubblicata nel 1997. La Corte d'appello di Parigi li condannò a versare 45.000 euro di risarcimento a Gérard Pouchain e Robert Sabourin, autori del libro Juliette Drouet ou la dépaysée, edito da Fayard nel 1992. Troyat rinunciò al ricorso in Cassazione e l'Académie française, nonostante l'articolo 13 del suo statuto, decise di non prendere alcun provvedimento contro di lui.

## Opere
- Faux Jour, Paris: Librairie Plon, 1935
  - Falsa Luce: romanzo, traduzione di Lina Ferrari, Cino Del Duca, Milano 1955
- Le Vivier, Plon, 1935
- Grandeur nature, Plon, 1936
- La Clef de voûte, 1937
- L'Araigne, Plon, 1938
  - Il ragno, Cino del Duca, Milano 1953
- La Fosse commune, Plon, 1939
- Dostoïevski, Artheme Fayard, 1940
  - Dostoevskij: vita tragica e avventurosa, traduzione a cura di Glauco Viazzi, Poligono Soc. Editrice, Milano 1948
- Judith Madrier, Plon, 1940
- Le Jugement de Dieu, 1941
- Le mort saisit le vif, Plon, 1942
- Du Philanthrope à la Rouquine, 1945
- Le Signe du taureau, Plon, 1945
- Les Ponts de Paris, 1946
- Pouchkine, A. Michel, 1946
- Les Vivants, pièce en trois actes, 1946
- Tant que la terre durera, t. I, Editions de la table ronde, 1947
- Le Sac et la Cendre, Tant que la terre durera, t. II,  La table ronde, 1948
- La Case de l'oncle Sam, La table ronde, 1948
- Sébastien, pièce en trois actes, 1949
- Étrangers sur la terre, Tant que la terre durera, t. III, La Table Ronde, 1950
- La tète sur les épaules, Plon, 1951
- La Neige en deuil, Flammarion, 1952
  - Neve in lutto, versione di Cesare Moscone, Frassinelli, Torino 1953
- L'Étrange Destin de Lermontov, Plon, 1952
- Les Semailles et les Moissons, t. I, Plon, 1953
  - Gli Aubernat, romanzo, trad. di Lina Ferrari, Cino Del Duca, Milano 1955
- De gratte-ciel en cocotier: à travers l'Amérique indienne, illustrazioni di Philippe Jullian, Plon, 1955
- Amélie, Les Semailles et les Moissons, t. II, 1955
  - Amelia: romanzo, traduzione di Sergio Caravelli, Cino Del Duca, Milano 1957
- La Maison des bêtes heureuses, 1956
- Sainte Russie, souvenirs et réflexions, Grasset, 1956
- La Grive, Les Semailles et les Moissons, t. III, 1956
  - La crisalide: romanzo, traduzione di Sergio Caravelli, C. Del Duca, Milano 1958
- Tendre et violente Elisabeth, Les Semailles et les Moissons, t. IV, 1957
  - Tenera e violenta Elisabetta: romanzo, traduzione di Francesco Saba Sardi, C. Del Duca, Milano 1961
- La Rencontre, Les Semailles et les Moissons, t. V, 1958
- Naissance d'une Dauphine, 1958
- La Vie quotidienne en Russie au temps du dernier tsar)', Hachette, 1959

La vita quotidiana in Russia al tempo dell'ultimo zar, Rizzoli, Milano 1989
- La Lumière des justes. Tome I: Les Compagnons du Coquelicot,J'ai lu, 1959
  - La compagnia del fiore rosso: romanzo, traduzione di Roberto Ortolani, Garzanti, Milano 1968
- La Lumière des justes. Tome II: La Barynia., Flammarion, 1959
  - La barinja, traduzione di Roberto Ortolani, Garzanti, Milano 1972
- La Lumière des justes. Tome III: La Gloire des vaincus., J'ai Lu, 1959
  - La gloria dei vinti: romanzo, traduzione di Roberto Ortolani, Garzanti, Milano 1968
- La Lumière des justes. Tome IV: Les Dames de Sibérie., Flammarion, 1962
  - Le dame di Siberia: romanzo, traduzione dal francese di Roberto Ortolani, Garzanti, Milano 1969
- Une extrême amitié, La table ronde, 1963
- La Lumière des justes. Tome V: Sophie ou la Fin des combats., Flammarion, 1963
- Le Geste d'Ève, Flammarion, 1964
- Les Eygletière, t. I, Flammarion 1965
  - Amori sbagliati, traduzione di Walter Mauro, Milano : Rizzoli, 1969
- Tolstoï, in collaborazione con altri autori, Hachette, 1965
  - Tolstoj, Documenti letterari Volume I. Traduzione di Maria Valente, Rizzoli, Milano 1969
- Les ailes du diable: novelle, Flammarion, 1966
- La Faim des lionceaux, Les Eygletière, t. II, Flammarion, 1966
  - Una famiglia a pezzi, traduzione di Marina Valente, Rizzoli, Milano 1970
- La Malandre, Les Eygletière, t. III, Flammarion, 1967
  - La malandra, traduzione di Marina Valente, Rizzoli, Milano 1971
- Les Héritiers de l'avenir. Tome I: Le Cahier., Flammarion, 1968
- Les Héritiers de l'avenir. Tome II: Cent un coups de canon., Flammarion, 1969
- Les Héritiers de l'avenir. Tome III: L'Éléphant blanc., Flammarion, 1970
- Gogol, Flammarion, 1971
- La Pierre, la Feuille et les Ciseaux, 1972
  - La morra cinese, traduzione di Gioia Zannino Angiolillo, Rizzoli, Milano 1973
- Anne Prédaille, Flammarion, 1973
  - Il peso della vita, traduzione di Elina Klersy Imberciadori, Rizzoli, Milano 1983
- Le Moscovite, t. I, Flammarion, 1974
- Les Désordres secrets, Le Moscovite, t. II, Flammarion, 1974
- Les Feux du matin, Le Moscovite, t. III, Flammarion, 1975
- Un si long chemin: conversations avec Maurice Chavardès, Stock, 1976
- Grimbosq, Flammarion, 1976
- Catherine la Grande, Flammarion, 1977
  - La Grande Caterina, traduzione dal francese di Gabriella Ernesti, Rusconi, Milano 1979
- Le Front dans les nuages, Flammarion, ©1977
- Le Prisonnier n° I , Flammarion, 1978
- Pierre le Grand, Flammarion, 1979
  - Pietro il Grande, traduzione dal francese di Natalia Soffiantini, Rusconi, Milano 1981
- Viou, Flammarion, 1980
- Alexandre 1er: le sphinx du nord, Flammarion, c1980
  - Alessandro 1: la sfinge del nord, traduzione di Anna Silva, Rusconi, 1983; con il titolo Alessandro I. Lo zar della Santa Alleanza, Il Giornale, Milano 2001
- Le Pain de l'étranger, Flammarion, 1982
- Ivan le Terrible, Flammarion, c1982
  - Ivan il Terribile, traduzione dal francese di Anna Silva, Rusconi, Milano 1985
- La Dérision, Flammarion, 1983
- Tchekhov, Flammarion, 1984
  - ''Cechov, Rusconi, Milano c1988
- Marie Karpovna, France Loisirs, 1984
  - Maria Karpovna, traduzione di Laura Lovisetti Fuà, Rizzoli, Milano 1985
- Tourgueniev, Flammarion, 1985
- Le Bruit solitaire du cœur, Flammarion, 1985
- Gorki, Flammarion, 1986
- Á demain Sylvie: romanzo, Flammarion, 1986
- Le Troisième Bonheur, Flammarion, 1987
- Toute ma vie sera mensonge, Flammarion, 1988
- Flaubert, Flammarion, 1988
  - Flaubert, traduzione di Anna Silva, Rusconi, Milano 1989
- Maupassant, Flammarion, c1989
  - Maupassant. Vita di Guy de Maupassant, presentazione di Mario Luzi, Liviana, Padova 1991
- La gouvernante française: Flammarion, 1989
  - La governante francese, Rizzoli, Milano 1989
- La femme de David, Flammarion, 1990
  - La moglie di David, traduzione di Alice Turbelin Moffa, Rizzoli, Milano 1991
- Alexandre II, le tsar libérateur, Flammarion, c 1990
- Aliocha, Flammarion, c 1991
- Nicolas II: le dernier tsar, Flammarion, c1991
  - Nicola II. L'ultimo zar e la tragica fine dei Romanov, Paoline, Milano \2001
- Youri, Flammarion, ©1992
- Zola, Flammarion, 1992
- Le Chant des Insensés, Flammarion, 1993
- Verlaine, Flammarion, 1993
- Baudelaire, Flammarion, 1994
- Le Marchand de masques, Flammarion, 1994
- Balzac, Flammarion, 1995
- Le Défi d'Olga, Flammarion, 1995
- Raspoutine, Flammarion, 1996
  - Rasputin, traduzione di Catherine Mc Gilvray, Mondadori, Milano 1998
- Votre très humble et très obéissant serviteur, Flammarion, 19961996
- L'Affaire Crémonnière, 1997
- Juliette Drouet: la prisonnière sur parole, Flammarion, 1997
- Le Fils du satrape, B. Grasset, 1998
- Terribles tsarines, B. Grasset, 1998
  - Zarine: intrighi, virtù e scandali delle signore terribili della Russia del '700, Piemme, Casale Monferrato 1999
- Namouna ou la chaleur animale, Grasset, 1999
- Les turbulences d'une grande famille, B. Grasset, 1999
- Nicolas Ier, Perrin, 2000
  - Lo zar che distrusse la Russia, traduzione di Luisa Collodi, Piemme, Casale Monferrato 2003
- La Ballerine de Saint-Pétersbourg, Plon, 2000
- Marina Tsvetaeva, l'éternelle insurgée, B. Grasset, 2001
  - Marina Cvetaeva. L'eterna ribelle, traduzione di Annalisa Comes, Le lettere, Firenze 2002
- La Fille de l'écrivain, B. Grasset, 2001
- Paul Ier: le tsar mal aimé, Grasset, 2002
- L'Étage des bouffons, B. Grasset, 2002
- La Baronne et le musicien: Madame von Meck et Tchaïkovski, B. Grasset, 2003
- L'éternel contretemps: nouvelles, A. Michel, 2003
- La Fiancée de l'ogre, B. Grasset, 2004
- Alexandre III, le tsar des neiges, Grasset, 2004
- Alexandre Dumas. Le cinquième mousquetaire, B. Grasset, 2005
- La Traque, B. Grasset, 2006
- Pasternak, B. Grasset, i2006
- De Boris Godounov à Michel Romanov: biographie, Flammarion, 2008
- La perruque de Monsieur Regnard, Editions de Fallois, 2010